# Panama Lady
Panama Lady és una pel·lícula de 1939 dirigida per Jack Hively i protagonitzada per Lucille Ball i Allan Lane. La pel·lícula és una versió del film de 1932 Panama Flo .

## Argument
Una ballarina, cansada d'estar en un saló de ball a Panamà, coneix un perforador de petroli que la porta al seu jaciment a la selva per mostrar-li com és la vida "real".

## Repartiment
- Lucille Ball com Lucy
- Allan Lane com McTeague
- Steffi Duna com Cheema
- Donald Briggs com Roy Harmon
- Evelyn Brent com Lenore
- Bernadene Hayes com Pearl
- Martí Garralaga com policia (sense acreditar)